# 인구셰티야 공화국
인구셰티야, 또는 인구세티아, 공식적으로 인구셰티야 공화국,은 동유럽의 북캅카스에 위치한 러시아의 공화국이다. 이 공화국은 북캅카스 연방관구의 일부이며 남쪽으로는 조지아와 국경을 공유하고 서쪽과 북쪽으로는 러시아 공화국인 북오세티야–알라니야 공화국, 동쪽과 북동쪽으로는 체첸 공화국과 국경을 접한다.
수도는 도시인 마가스이고 가장 큰 도시는 나즈란입니다. 면적이 3,600제곱킬로미터인 이 공화국은 러시아의 비도시 연방주체 중 가장 작다. 체첸-인구시 자치 소비에트 사회주의 공화국이 2개로 분열된 후 1992년 6월 4일에 설립되었다. 공화국은 나크인 조상의 원주민 인구시인의 본거지이다. 2021년 인구 조사 기준으로 인구는 52만 7220명으로 추정되었다.
주로 북캅카스의 반란으로 인해 인구셰티아는 러시아에서 가장 가난하고 불안정한 지역 중 하나로 남아 있다. 최근 몇 년 동안 폭력이 잦아들었지만, 이웃 체첸 공화국의 반란은 때때로 인구셰티아로 확산되었다. 2008년 휴먼라이츠워치에 따르면, 공화국은 부패, 다수의 세간의 이목을 끄는 범죄(정부 보안군에 의한 납치 및 살인 포함)로 인해 불안정해졌다. 반정부 시위, 군인과 장교에 대한 공격, 러시아군의 과잉과 악화되는 인권 상황. 그럼에도 불구하고 인구셰티야는 러시아 전체에서 가장 높은 기대수명을 가지고 있다.

## 어원
인구셰티아(Ингушетия)라는 이름은 인구시인의 러시아어 이름에서 유래했으며, 이는 다시 고대 인구시 마을 앙구슈트에서 유래했고 조지아어 접미사 -éti에서 유래했다. 인구시어로는 Ghalghaaichie(Гߏалгߏайче, /ʁalʁaitʃe/)이다.
1920~1930년대에는 인구시 자치주에 대한 통일된 이름이 아직 없었습니다. 주는 공식적으로 'Ingushetia로 불렸지만 니콜라이 야코블레프 및 레오니트 세묘노프는 정확한 이름이 'Ingushiya(Ингушия)라고 주장했다.

## 지리

### 시간대
모스크바 시간(MSK/MSD)에 접해 있다. UTC와의 시차는 +0300 (MSK)/+0400 (MSD)이다.

### 강
- 아사강
- 순자강
- 테레크강

### 산
캅카스산맥에 걸쳐 있다.

### 기후
- 1월 기후: -7 °C.
- 7월 기후: +22 °C
- 강수량: 1,200 mm.

## 주민
인구시인들이 거의 대부분을 차지한다. 인구시어는 체첸어와 사실상 마찬가지로 북중카프카스어족에 속한다. 2002년의 조사에 따르면 77 %를 차지하고, 36만여 명이 거주한다. 체첸인(95,403명, 20.4 %), 러시아인(5,559명, 1.19 %), 튀르키예인(903명, 0.2 %)과 아랍인, 조지아인 등의 기타 민족이 거주한다.
- 인구: 46만 7,294명(2002년)

| 민족     | 2002년의 인구 수 | 비율 |
| -------- | ---------------- | ---- |
| 인구시인 | 77.3 %           |      |
| 체첸인   | 23.2 %           |      |
| 러시아인 | 1.2 %            |      |

## 역사
러시아 제국이 해체(1917년)되자 체첸과 인구시는 자치를 얻었다. 이때 체첸과 인구시는 하나가 되었으나 2차 대전 중 나치에 협력했다는 이유로 스탈린은 체첸인과 인구시인을 중앙아시아로 쫓아냈다. 1958년에야 체첸인과 인구시인은 귀환을 할 수 있었다. 이때, 러시아가 인구시의 수도를 북오셰티아에게 넘겨주었다. 인구시는 수도를 되찾으려다 평화를 내세우는 러시아가 인구시를 대학살했다.

## 경제

### 교통
영토가 크지 않기에 기차와 같은 교통수단은 존재하지 않고, 한국의 버스와 같은 마르시루트카를 탄다.

## 같이 보기
- 북캅카스